# Batamanovskaja
Batamanovskaja in russo Ватамановская? è una località della Russia che si trova nel Kargopol'skij rajon dell'Oblast' di Arcangelo.